# José Jordá Valor
José Jordá Valor o Josep Jordà Valor (Alcoy, Alicante, 13 de noviembre de 1839 – ídem, 16 de julio de 1918), fue un intérprete musical y compositor español.

## Biografía
Jordá se formó en Valencia con el maestro Pascual Pérez Gascón. Sus primeras ocupaciones fueron la de organista de las parroquias de San Esteban, en Valencia y de Santa María, en Alcoy, a pesar de que la mayor parte de su vida transcurrió en Valencia. También fue organista de la capilla de la Virgen de los Desemparados. Como compositor se dedicó tanto a la música profana, cultivando la zarzuela, el género de referencia en España durante el siglo XIX, como a la música religiosa. Ejerció como director del coro del Teatro de la Princesa y del Teatro Ruzafa de Valencia, donde estrenó algunas de sus zarzuelas, como Gabriel el criollo (1865), El primer amor (1867) y Un parent de l'altre món (1872). También, durante su estancia en Alcoy, fue profesor en el Colegio de San José y dirigió la Banda de Música de Penáguila y las alcoyanas La Primitiva y la Lírica Moderna. Se tiene constancia, a través de la documentación que ha llegado hasta nosotros, de que todavía en 1880 estaba en activo. También compuso poemas sinfónicos como El Acróbata, que fue interpretado por la orquesta de la corporación musical La Primitiva de Alcoy en 1879 o Primitiva (1879) y una Missa Solemne (1911).
Entre sus discípulos se encuentran músicos como Josep Espí i Ulrich, Joan Cantó, Julio Laporta Hellín, Antoni Pérez Verdú y José Seva Cabrera.

## Obras
- Colonia Villa-Maria: souvenir (ca. 1890), para piano
- Un parent de l'altre món (1872), zarzuela bilingüe en dos actos, con libreto de Francesc Palanca i Roca
- El primer amor (1867), zarzuela con libreto de Jacint Labaila i González
- Primitiva, poema sinfónico
- Reverie: nocturno (ca. 1890), para piano
- Si al mecer las azules campanillas = Se talor agitato dal tormento (ca. 1879), canción con letra de Gustavo Adolfo Bécquer para voz y piano
- El Venerable Padre Gaspar Dragonetti (1902), zarzuela infantil en tres actos, con libreto de Josep Felis Ramon

### Obras de carácter religioso
- Afectos a María Santísima, para voz y órgano
- Afectos al Sagrado Corazón de Jesús, para voz
- Angelus Domini: tercettino, motete para cuatro voces y órgano
- Coelitum Joseph, motete a tres voces, coro, violonchelo, contrabajo y órgano
- Corazón santo tu reinarás, motete a dos voces y órgano
- Gozos a San Vicente Ferrer, para tres voces, contrabajo y órgano
- Misa de Gloria, para orquesta sinfónica y coro
- Misa solemne (1911)
- O sacrum convivium, motete a dos voces y órgano
- O salutaris hostia, motete a dos voces y órgano
- Oh bella esperanza mía...alabanza a la Santísima Virgen, para voz y órgano
- ¡Oh! feliz el que de amor..., para dos voces y órgano
- Panis Angelicus, motete para coro, pequeña orquesta y órgano
- Recibid Señora mía: alabanzas a la Santísima Virgen, para dos voces y órgano
- Sabes qué quiero dulce María: afectos a María Santísima número 2, para dos voces y órgano
- Tu manto sea Señora mi sombra: alabanzas a la Santísima Virgen, para voces y órgano

- Dos Salves en latín para tres voces y pequeña orquesta
- Tres Misas de Requiem para gran orquesta